# Нур Инаят Хан
Нур-ун-Ниса Инаят Хан (известна като Нур Инаят Хан) е британска шпионка от индийски произход. Тя работи за съюзниците по време на Втората световна война. Нур е първата жена радист, която лети в контролираната от нацистите Франция по време на Втората световна война. Работи и като медицинска сестра по време на тайни операции там, преди да бъде арестувана, изтезавана и застреляна от германците. Въпреки мъченията не разкрива нищо на Гестапо. Историята за нейната саможертва и смелост се прочува в Обединеното кралство и Франция. За заслугите си тя е наградена с най-високото гражданско отличие на Обединеното кралство и други страни от Общността на нациите. В нейна памет е построен паметник на площад „Гордън“ в Лондон.